# Vadym Novyns'kyj
Vadym Rudol'fovyč Malchasjan, meglio noto come Vadym Vladyslavovyč Novyns'kyj (in russo Вадим Рудольфович Малхасян? o Вадим Владиславович Новинский; Staraja Russa, 3 giugno 1963), è un imprenditore e politico russo con cittadinanza ucraina e di origini armene.
Considerato tra gli uomini più ricchi dell'Ucraina, con un patrimonio stimato da Forbes di 1,3 miliardi di dollari nel 2022, è proprietario di Smart Holding Group, attraverso cui detiene tra le maggiori partecipazioni il 23,75% della multinazionale Metinvest e il cantiere navale di Cherson. Cittadino ucraino dal 2012, è membro della Verchovna Rada dal 2013 ed è stato ordinato diacono della Chiesa ortodossa ucraina del Patriarcato di Mosca dal metropolita Onufrij di Kiev nel 2020.

## Biografia
Nacque a Staraja Russa, nell'allora Repubblica Socialista Federativa Sovietica Russa, in una famiglia di origini armene. Si laureò presso l'Accademia di Aviazione Civile di Leningrado specializzandosi in ingegneria dei sistemi di controllo.
Dal 1985 al 1986 ha lavorato per varie aziende in Russia. Dal 1996 ha cominciato a lavorare anche in Ucraina iniziando con Lukoil North West e poi acquistando società metallurgiche ucraine.
Considerato vicino a Vladimir Putin, ha cominciato a fare affari negli anni '90 durante il periodo delle privatizzazioni in Russia. Insieme al suo socio d'affari, Andrei Klyamko, è diventato co-proprietario di Smart Holding Group: nel 2006 i due unirono le loro società metallurgiche in Ucraina. Nel 2007 entrarono con una partecipazione del 23,75% nel produttore di minerale di ferro Metinvest, controllato da un altro miliardario, Rinat Akhmetov. Smart Holding divenne un colosso possedendo anche asset nel settore del petrolio e del gas, della cantieristica navale, dello sviluppo, dell'agricoltura e controllando Unex Bank e BM Bank. Novyns'kyj ha anche partecipazioni nella compagnia petrolifera e del gas Regal Petroleum e nella catena di supermercati Amstor. 
Il 29 maggio 2012 il Presidente dell'Ucraina Viktor Janukovyč gli ha concesso la cittadinanza ucraina per aver prestato "servizi eccezionali al paese". Successivamente partecipò alle elezioni parlamentari del 2012 e fu eletto alla Verchovna Rada, venendo rieletto nel 2014 e nel 2019 come candidato del blocco di opposizione nel collegio elettorale 57 (Donetsk Oblast).
Durante l'invasione russa dell'Ucraina del 2022, Novynskyi ha dichiarato che sarebbe rimasto in Ucraina e ha affermato che non ci sono scuse per l'attacco russo.
Il 2 dicembre 2022 tutti i beni aziendali di Vadim Novinsky sono stati trasferiti alla gestione di una società fiduciaria registrata nella Repubblica di Cipro.
Nell'aprile 2023, l'intelligence interna e i pubblici ministeri ucraini hanno perquisito gli uffici del suo gruppo a Kiev con l'accusa di frode fiscale e sostegno agli interessi russi, e hanno bloccato beni per un valore di quasi 100 milioni di dollari. Entro il 23 aprile 2023, Novynskyi avrebbe lavorato come sacerdote ortodosso presso la Chiesa ortodossa russa della Santa Resurrezione a Zurigo, in Svizzera.